# Záboří (Kly)
Záboří je vesnice, část obce Kly v okrese Mělník ve Středočeském kraji. Nachází se asi 1,5 kilometru východně od Kel. Prochází zde silnice II/331. K roku 2013 je zde evidováno 97 objektů  a k roku 2001 zde trvale žilo 257 obyvatel.
Záboří leží v katastrálním území Záboří u Kel o rozloze 2,72 km². V katastrálním území Záboří u Kel leží i Hoření Vinice a Lom.

## Historie
První písemná zmínka o vesnici pochází z roku 1338. Ve čtrnáctém století zdejší kostel Narození Panny Marie náležel Svatojiřskému klášteru v Praze a nejpozději v této době byl tedy i postaven. Roku 1409 připadlo celé panství rodu Lobkowicz. Během třicetileté války celá obec zpustla a v polovině 17. století se v ní nacházel pouze jediný sedlák. Panství bylo postupně ve vlastnictví Václava Pětipeského z Chýš a Egerberka, rodu Trauttmansdorfu, Clam-Gallasů, Jana Karla, svobodného pána Straky z Nedabylic a opět i rodu Lobkowicz.

## Obyvatelstvo
| Rok            | 1869 | 1880 | 1890 | 1900 | 1910 | 1921 | 1930 | 1950 | 1961 | 1970 | 1980 | 1991 | 2001 | 2011 | 2021 |
| -------------- | ---- | ---- | ---- | ---- | ---- | ---- | ---- | ---- | ---- | ---- | ---- | ---- | ---- | ---- | ---- |
| Počet obyvatel | 300  | 321  | 138  | 128  | 137  | 349  | 152  | 279  | 246  | 112  | 97   | 119  | 132  | 304  | 335  |
| Počet domů     | 63   | 68   | 28   | 24   | 22   | 22   | 28   | 84   | 84   | 31   | 26   | 32   | 39   | 85   | 97   |

## Obecní správa
Při sčítání lidu v letech 1850–1951 Záboří bylo samostatnou obcí v okrese Mělník. Od roku 1951 je částí obce Kly v okrese Mělník.

## Pamětihodnosti
Kostel Narození Panny Marie je situován na návsi ve staré části obce Záboří a jedná se o nejmladší sakrální stavbou v Mělnické farnosti. Původně gotický kostel poprvé připomínaný počátkem 14. století, byl roku 1884 přestavěn v novorenesanční stylu do podoby jednolodního prostoru s hranolovitou věží. Kostel v posledních letech prochází postupnou rekonstrukcí.